# Habersdorf (Waffenbrunn)
Habersdorf ist ein Gemeindeteil der Gemeinde Waffenbrunn im Landkreis Cham des Regierungsbezirks Oberpfalz im Freistaat Bayern.

## Geografie
Habersdorf liegt 3,5 Kilometer nordöstlich von Waffenbrunn und 300 Meter östlich der Staatsstraße 2146. Habersdorf liegt auf dem Bergsattel zwischen dem 619 Meter hohen Kielberg im Nordwesten und dem 599 Meter hohen Gemeindeberg im Südosten.

## Geschichte
1752 gehörte Habersdorf zum Hinteren Amt des Gerichtes Cham. Habersdorf hatte 8 Anwesen, darunter gehörten 1 Anwesen zum Katharinenspital Regensburg, 1 Anwesen zur Kirche Katzberg, 1 Anwesen zur Kirche Chammünster, 1 Anwesen zum Domkapitel Regensburg, 1 Anwesen zum Kloster Schönthal und 2 Anwesen zur Hofmark Altrandsberg. Außerdem gab es ein Gemeinde-Hüthaus. Eigentümer waren Wagner, Pfluger, Eiderer, Doyer, Singer, Jung, Kälbl.
1808 wurde die Verordnung über das allgemeine Steuerprovisorium erlassen. Mit ihr wurde das Steuerwesen in Bayern neu geordnet und es wurden Steuerdistrikte gebildet. Dabei wurde Habersdorf Steuerdistrikt. Der Steuerdistrikt Habersdorf bestand aus den Ortschaften Habersdorf, Friedendorf, Großpinzing, und Kleinpinzing. 1821 wurde die Einteilung in Steuerdistrikte überarbeitet. Dabei kam Habersdorf zum Steuerdistrikt Kolmberg. Der Steuerdistrikt Kolmberg umfasste zunächst die Orte Balbersdorf mit Klinglhof und Klinglmühle, Klessing, Kolmberg, Saisting mit Schnabelmühle. 1821 kam Habersdorf hinzu.
1821 wurden im Landgericht Cham Gemeinden gebildet. Dabei wurde Habersdorf landgerichtsunmittelbare Gemeinde. Sie war mit dem Steuerdistrikt Habersdorf identisch.
Ab 1867 gehörten zur Gemeinde Habersdorf die Dörfer Balbersdorf, Friedendorf, Großpinzing, die Weiler Habersdorf, Kleinpinzing und die Einöde Klinglhof. Bei der Gebietsreform in Bayern wurde 1972 die Gemeinde Habersdorf zerschlagen und auf die Gemeinden Waffenbrunn und Weiding aufgeteilt. Dabei wurde Habersdorf nach Waffenbrunn eingemeindet.

## Pfarreizugehörigkeit
Habersdorf gehörte zunächst zur Pfarrei Arnschwang. 1697 wurde Dalking zur Pfarrei erhoben. Sein erster Pfarrer war bis 1702 Johann Michael Göltinger. Die Pfarrei Dalking umfasste die Ortschaften Dalking, Balbersdorf, Döbersing, Dürrnwies⊙, Friedendorf, Großpinzing, Gschieß, Habersdorf, Kleinpinzing, Klinglhof, Pinzing, Reisach, Rettenhof, Steinwies⊙ (heute noch Straßenname am Westrand von Dalking), Weiding, Zelz. 1924 wurden Balbersdorf und Klinglhof und 1962 Habersdorf nach Waffenbrunn umgepfarrt. 1997 bestand die Pfarrei Waffenbrunn aus den Ortschaften Balbersdorf, Brennet, Geigen, Habersdorf, Klessing, Klinglhof, Kolmberg, Kotheben, Lohweiher, Maiberg, Prienzing, Rhanwalting, Saisting, Schnabelmühle, Stegmühle, Weiher und Willmering. Ihr gehörten insgesamt 2831 Katholiken und 75 Nichtkatholiken an. 1997 hatte Habersdorf 40 Katholiken.

## Einwohnerentwicklung ab 1838
| Jahr | Einwohner | Gebäude |
| ---- | --------- | ------- |
| 1838 | 58        | 7       |
| 1861 | 45        | 24      |
| 1871 | 37        | 20      |
| 1885 | 38        | 8       |
| 1900 | 26        | 4       |
| 1913 | 36        | 5       |

| Jahr | Einwohner | Gebäude |
| ---- | --------- | ------- |
| 1925 | 34        | 4       |
| 1950 | 42        | 7       |
| 1961 | 40        | 8       |
| 1970 | 47        | k. A.   |
| 1987 | 39        | 10      |
| 2011 | 46        | k. A.   |

## Tourismus und Naturdenkmal
In der Ortsmitte von Habersdorf befindet sich eine Linde, die als Naturdenkmal mit der Nummer ND-03284 ausgewiesen ist.
Durch Habersdorf verläuft der 178 Kilometer lange Pandurensteig.